# 光毒性

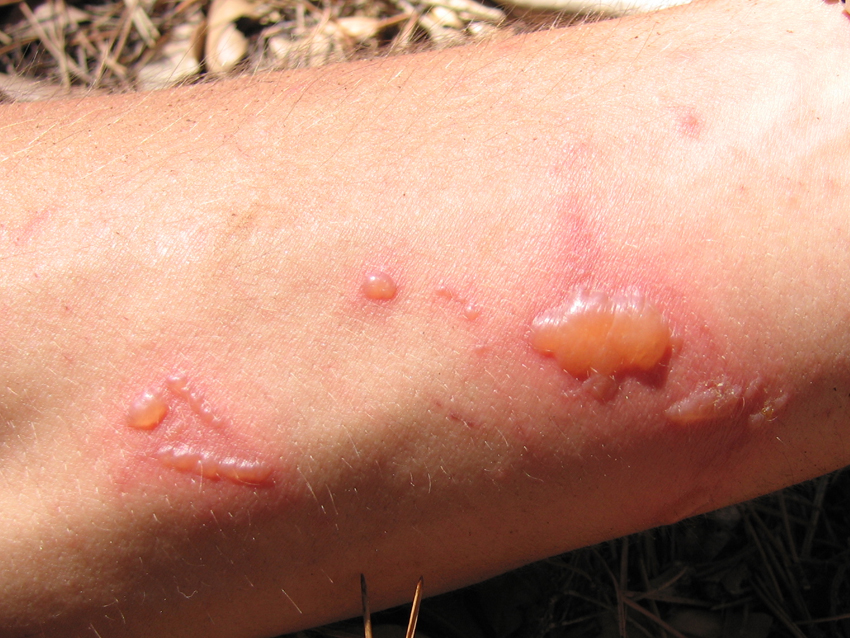
天氣炎熱時芸香在皮膚上的反應

光毒性（英語：或），是一種經由化學誘導、與免疫系統無關的皮膚刺激，也是光敏性的一個種類。
光毒性導致的皮膚反應與程度較爲嚴重的曬傷類似。化學物質進入皮膚造成該反應的原因通常是局部性用藥，以及攝入食物或者非消化道投藥過程導致的全身循環。此類化學物質須爲「光敏性」（photoactive），意即其必須能夠吸收光綫，且被吸收的能量會造成分子變化、最終導致毒性。多種包括四环素类抗生素與喹诺酮等原料藥在内的人工合成化合物均被證實會帶來相應反應。
與這些化學物質進行的皮膚接觸也會導致光照性皮炎，有些植物也會導致植物光化性皮炎。光誘導的毒性在人類身體的光敏性機制中十分常見，并在其它動物身上亦有發生。